# ミリオン・ダラー
ミリオン・ダラー (Million Dollar)はジンベースのカクテル。
菊池寛が1926年に「酒ならばコクテール（カクテル）、コクテールならばミリオンダラー・コクテール、雑誌ならばわが文藝春秋」と広告文を読売新聞に掲載したことで有名。

## 由来
サンフランシスコでバーテンダーを務めていたイギリス人のルイス・エッピンガー（Louis Eppinger）は、1889年（明治22年）に横浜グランドホテルの総支配人として招かれた。ルイス・エッピンガーは横浜グランドホテルでバンブー やミリオン・ダラーを考案した。
横浜グランドホテルのエッピンガーの下で修業した浜田晶吾は、1922年に開業した東京會舘にチーフバーテンダーとして迎えられたが、翌1923年の関東大震災により東京會舘が休業となったために、銀座のカフェー・ライオンに移籍した。浜田がカフェー・ライオンで本格カクテルを提供したことで多くの日本人がカクテルに親しむことになった。特にミリオン・ダラーは大人気となった。創業当初の文藝春秋社のメンバー、菊池寛や広津和郎などはよくカフェー・ライオンを訪れ、浜田のカクテルを愛飲し、上述のように新聞に広告文を掲載するほど愛着を示している。
なお、横浜グランドホテルは関東大震災によって崩壊、焼失している。
この当時に用いられていたジンは加糖されたオールド・トム・ジンであり、現在に標準とされるドライ・ジンを用いたレシピよりも甘みは強かった。ドライ・ジンを用いたレシピは、1910年にラッフルズ・ホテルの厳崇文（嚴崇文、Ngiam Tong Boon）によって考案されたと言われている。
横浜が発祥と言われるミリオン・ダラー、ヨコハマ、バンブー、チェリーブロッサムは横浜4大カクテルと呼ばれる。

## 標準的なレシピ
以下に代表的なレシピを挙げる。
- ドライ・ジン - 45ml
- パイナップルジュース - 15ml
- スイート・ベルモット - 15ml
- グレナデン・シロップ - 1tsp
- 卵白 - 1個分

作り方
- 材料をシェイクし、カクテル・グラスに注ぐ。
- 好みでパイナップルなどのフルーツを飾る。